# 延基韋群島
65°53′S 65°6′W / 65.883°S 65.100°W
延基韋群島是南極洲的群島，位於葛拉漢地西岸對開海域，處於拉魯伊島以東，長17公里，由英國的測量隊繪入地圖，該群島以智利的省份命名。